# Maison des chanoines de Laon
La maison des chanoines de Laon est un bâtiment construit au XIIe siècle. C'est un monument historique classé depuis 1928.

## Présentation
Au 3 rue Pourrier, se trouve une ancienne maison des chanoines de Laon, qui faisait partie du claustrum, enceinte fermée de quatre portes, qui permettait aux chanoines du chapitre de la cathédrale de vivre reclus. Elle se situe au sud de la cathédrale.
Au XIIe et au XIIIe siècle, cette congrégation comptait environ 450 personnes et était l'une des plus nombreuses du royaume.
La bâtiment est classé au titre des monuments historiques depuis le 6 mars 1928. La protection porte en particulier sur la façade, les toitures et les cheminées donnant sur la rue.

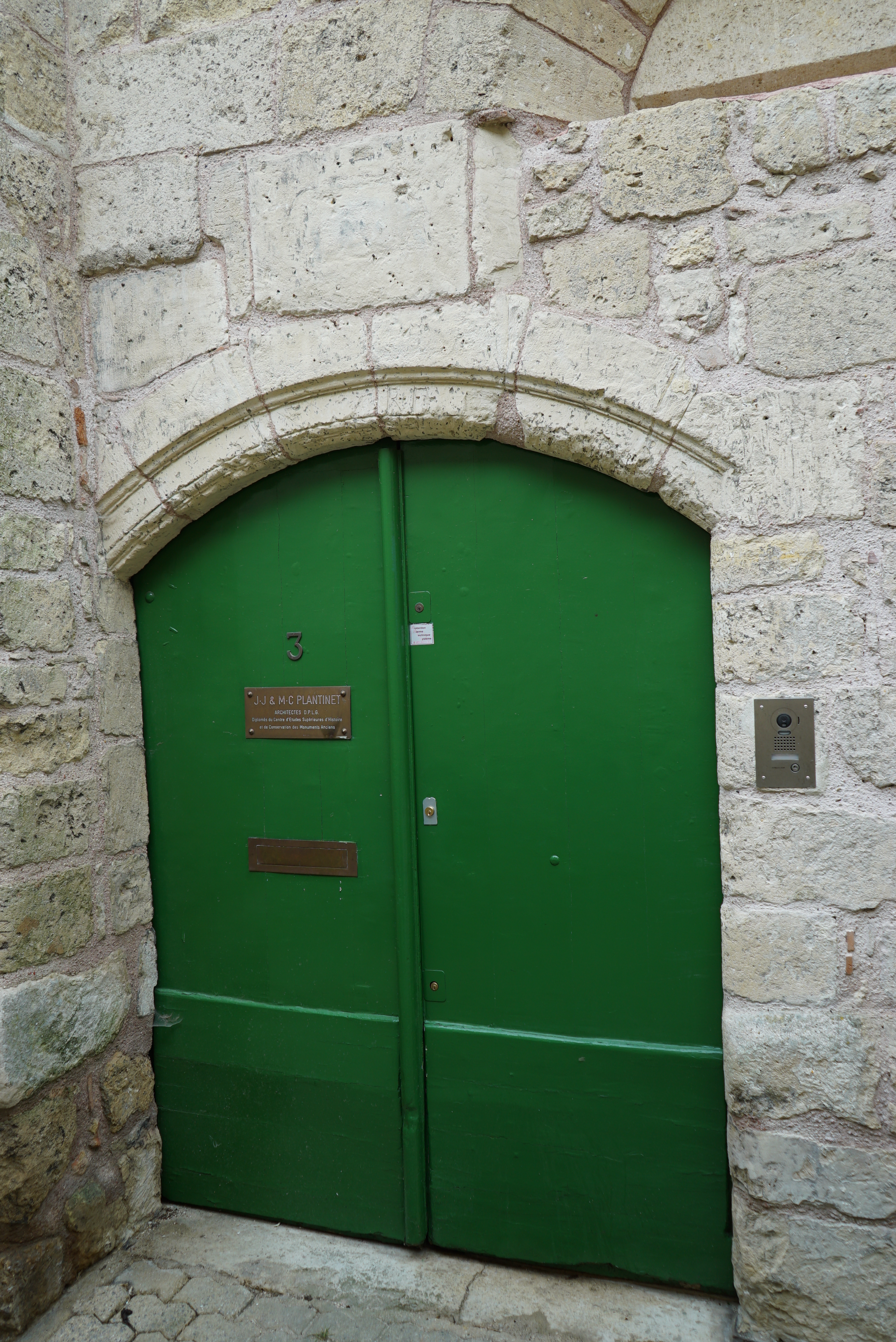
Porte
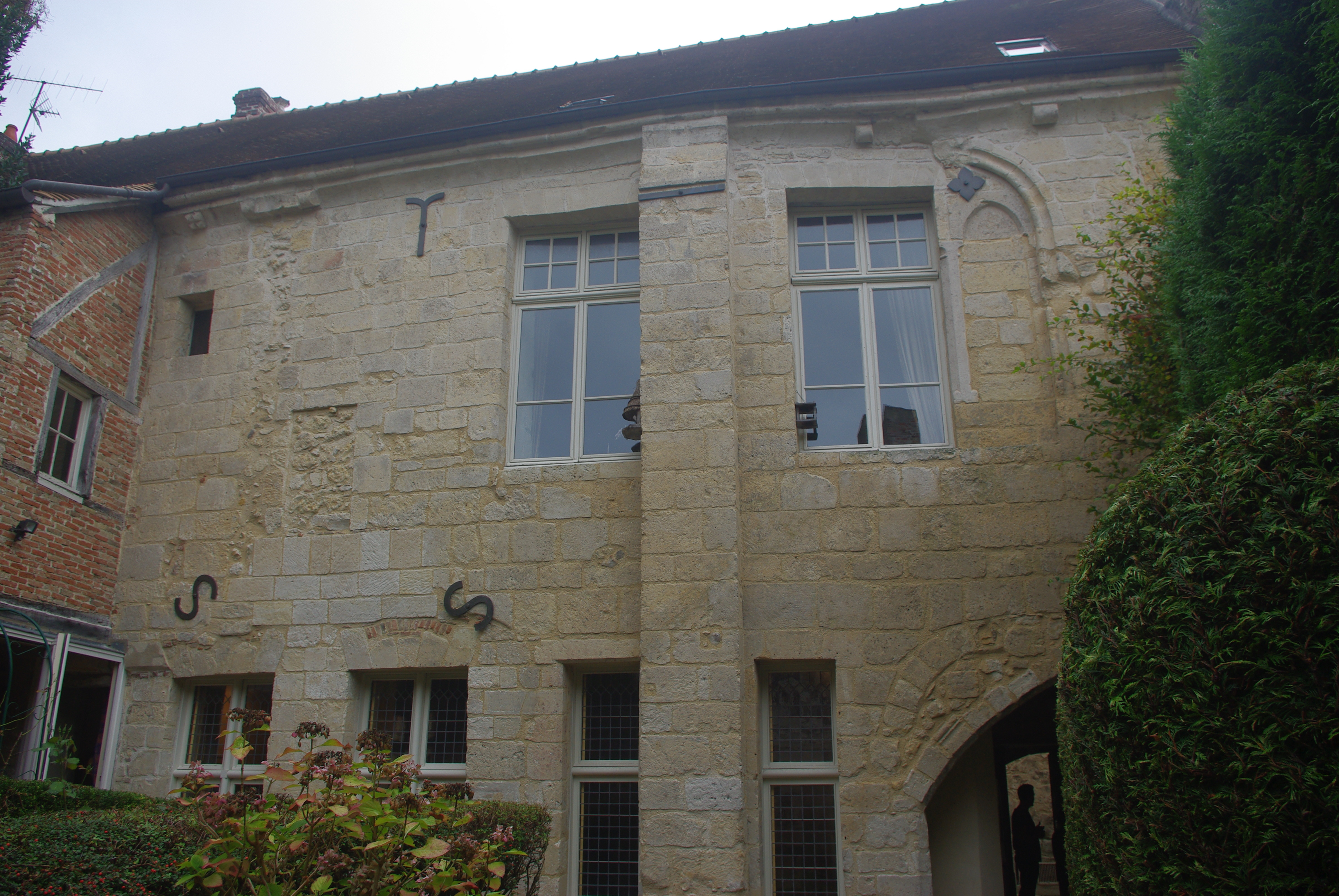
Façade sur cour
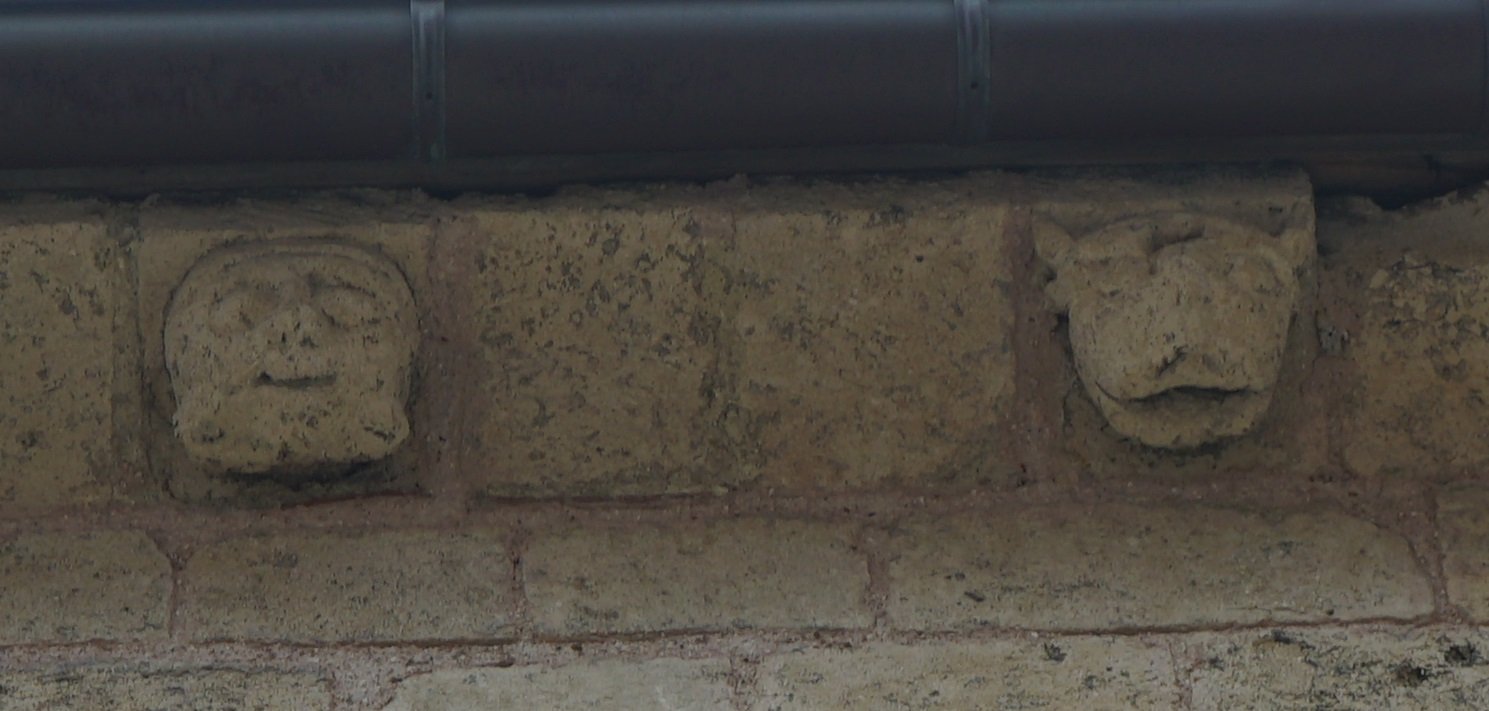
Modillons